# オストロウェンカ
オストロウェンカ（Ostrołęka (ポーランド語: [ɔstrɔˈwɛŋka] ( 音声ファイル); イディッシュ語: אסטראלענקע)）は、ポーランド北東部、ナレフ川に面した都市である。首都のワルシャワから120km北東に位置する。人口は51,012人（2021年）で、面積は33.46km²である。マゾフシェ県に属しており、1998年に行政区画変更があるまではオストロウェンカ県の県都であった。

## 政治
オストロウェンカ・シェドルツェ選挙区から選出された国会議員
- Chrzanowski Zbigniew, PO
- Deptuła Zbigniew, PSL
- Dziewulski Zbigniew, Samoobrona
- Filipek Krzysztof, Samoobrona
- Janowski Gabriel, LPR
- Kalinowski Jarosław, PSL
- Krutczenko Zbigniew, SLD-UP
- Kurpiewski Stanisław, SLD-UP
- Oleksy Józef, SLD-UP
- Piłka Marian, PiS
- Prządka Stanisława, SLD-UP
- Sawicki Marek, PSL